# コルデスターン州
コルデスターン州（コルデスターンしゅう、ペルシア語: استان کردستان, ラテン文字転写: Ostān-e Kordestān）はイランの州（オスターン）。「コルデスターン」は「クルディスタン（クルド人の土地）」のペルシャ語読みであり、その名の通りクルド人が多い。
クルディスタン州と呼ばれることもある。ただし原義の「クルディスタン」は州外およびイラン国外も含めたクルド人居住地域を指し、コルデスターン州はその中の一部分であるため、混同に注意が必要となる。
面積は28,817km²。イラン西部に位置する。西にイラク、北に西アーザルバーイジャーン州、北西にザンジャーン州、南にケルマーンシャー州と境を接する。
州都はサナンダジュ。主要都市にマリーヴァーン、バーネ、サッゲズ、ゴルヴェ、ビージャール、サルダシュトがある。

## 歴史
アーリア人はイランへの流入後、この地域にも住み着いた。紀元前612年のアッシリアの敗北につながる動きの中心部の一つともなり、メディア揺籃の地ともなった。
634年のアラブ人イスラーム勢力によるサーサーン朝への攻撃に際しては、イランの北部の諸地方同様に抵抗のあった地域であるが、結局はその支配下にはいることになる。835年にはクルド在地勢力の一部がアッバース朝のカリフ、ムウタスィムに叛乱を起こして鎮圧され、その後も叛乱を繰り返すがいずれも失敗した。
以降数百年間、クルディスターンはモンゴル帝国やティムール朝をはじめとする外部勢力間紛争の舞台となった。イルハン朝のオルジェイトゥの治世に、ソルターナーバード・チャムチャールという小さな街がビーストゥーン地域に建設され、約150年間クルディスターンの中心地として機能した。1372年。中心地はサナンダジュの南約6kmのハサナーバード城塞に移された。このころには交易路の海上へのシフトが決定的となり、地域の衰退は明らかになることになる。
サファヴィー朝のシャー・イスマーイール1世以降、クルディスターン全体がオスマン朝との争奪戦の舞台となり、在地有力者らは多数派スンナ派として信仰を同じくするオスマン朝に庇護を求めたり、強大なサファヴィー朝についたり、紆余曲折を経ることになる。1630年、ソレイマーン・ハーン・アルダーラーンが権力を握るとサナンダジュを中心として勢力を振るい、地域の開発をおこなった。アフシャール朝の没落後、まがりなりにもイランを支配したザンド朝のキャリーム・ハーン・ザンドはクルド人に近いとされるラク族の出身である。ザンド朝後期には西アーザルバーイジャーン地方にもコルデスターン勢力が及んだ。
近現代には民族主義が広まり、第二次世界大戦後の1946年、カズィー・ムハンメドがソヴィエト連邦の助力によるクルディスターン人民共和国を打ち立てた。しかしソヴィエト・イラン友好条約の結果、緩衝地帯としての価値を失い、ソヴィエト連邦に見放されて短期間で崩壊した。

## 地理
コルデスターン州は全体が山岳地域で、サナンダジュの東西で二つの部分に分けることができる。天然の氷室、洞窟などが特徴的。地域的特性から登山やスキー、ウォータースポーツを楽しむ人々がいる。
ザッリーネルード川は302km、州内でもっとも長い川で、北流してオルーミーイェ湖に注ぐ。スィールヴァーン川は長駆、イラクでティグリス川に合流する。ほかにゲゼル・ウズーン川、サミーネ・ルード川がある。これらの川岸には、多くの水棲生物と鳥たちが住んでいる。
ザリーヴァール湖はマリーヴァーンの西方、高山の麓にあって森に囲まれ、美しい景観をなす。深さは最深部で50m、平均3m。全長5km、幅はもっとも広いところで1.7kmである。ヴァフダト・ダム湖はサナンダジュの北方にあり、釣りやウォータースポーツが盛ん。
コルデスターン州には多くの鉱水泉がある。キャミーヤーラーンの北西のゴヴァーズ、ビージャール近郊のアーベ・タルフ、ゴルヴェの北のバーバー・ギャルギャルなどが有名である。
ディーヴァーンダッレ周辺のケレフトゥー洞は考古学遺跡でもある。洞内にはヘラクレス神殿とされる多くの建造物がある。天井にギリシア神たるその名が刻み込まれた場所があるためである。バーネ近郊にも全奥267mのシューヴィー洞がある。
山岳ではチャルハールン山（3,300m）、チェヘルチェシュメ山（3,173m）、ホセイン・バク山（3,091m）、マスジェデ・ミールザー山（3,059m）などがある。
コルデスターン州の森にはヒョウ、ヒツジ、ヤギ、ハイエナ、ジャッカル、オオカミ、キツネ、クロテン、ヤマウズラ、カモ、コウノトリ、オウム、ワシなどの動物や鳥たちが住む。

### 気候
コルデスターン州はイランでも山がちの地域の一つで、おおむね春から夏を通じて穏やかで心地よいが、冬は長く、雪も多い。

## 人びとと文化
人口は1996年現在、1,346,383人。52.42%が都市住民で、47.58%が農村部の人口である。男性と女性の比率は52対48。
クルド人が住民の多数を占め、ペルシア語に近い北東イラン語クルド語のソラーニー方言を話す。東部ではテュルク語系のアゼリーも話される。この地域は歴史的には「アルダーラーン」と呼ばれた。
クルド語はイランに広く分布しさまざまな支語をもつインド・ヨーロッパ語族に属し、文法的に区別される古い姿をとどめたイラン語である。ソラーニー方言はクルド語でももっとも重要かつ支配的なものであるが、ケルマーンシャー州ではクルマンジー方言が用いられる。

## 今日のコルデスターン州

### 経済
主要な産業は農業と畜産業である。農産品では小麦、大麦などの穀物、果物がある。工業では化学、金属、繊維、皮革加工、食品加工などである。

### 高等教育機関
- コルデスターン医科大学
- コルデスターン大学
- イスラーム自由大学サナンダジュ

### 旧跡
イラン文化遺産協会には州内から211ヵ所が登録されており、ビージャールのサーサーン朝代の「ガルエ・クーネ」が代表的。詳細は下記のコルデスターン州文化遺産協会のサイトを参照。